# Zwölferkogel (Stubaier Alpen)
Der Zwölferkogel ist ein 2988 m ü. A. hoher Berg in den Stubaier Alpen im österreichischen Bundesland Tirol.

## Topographie
Der Zwölferkogel liegt ungefähr 2,7 Kilometer südlich des Wintersportorts Kühtai. Die Nordwestwand des Zwölferkogels fällt rund 500 Meter zum Längental hin ab. Im Osten liegt unterhalb das Finstertal mit dem Finstertalspeicher, einem Speichersee der Kraftwerksgruppe Sellrain-Silz. Nach Süden schließen über einen scharfen Grat die 2934 m ü. A. hohen Mittagsköpfe, der 2929 m ü. A. hohe Mittagsturm und der 3016 m ü. A. hohe Sulzkogel an.

## Galerie

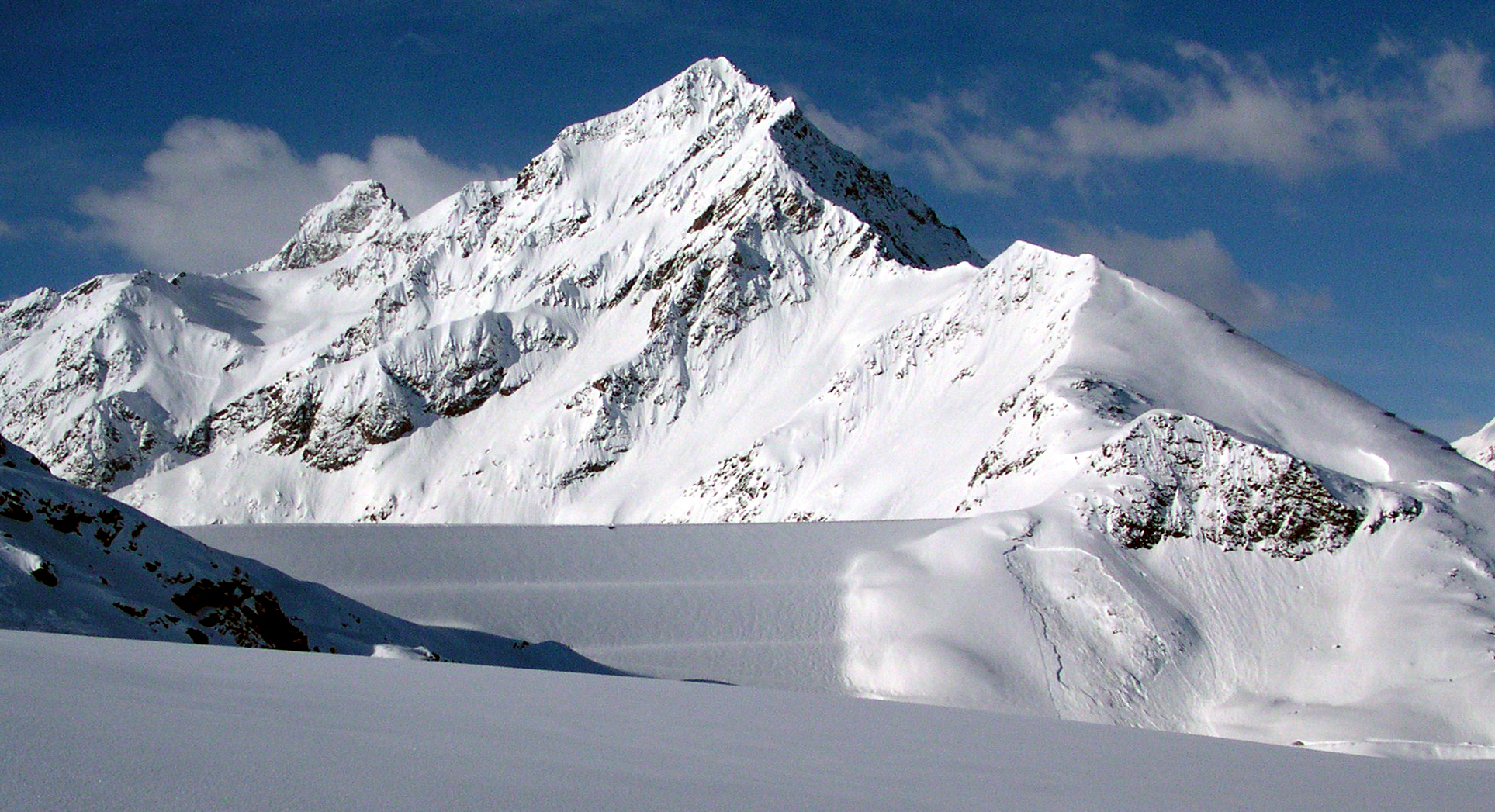
Zwölferkogel hinter der Staumauer des Finstertalspeichers
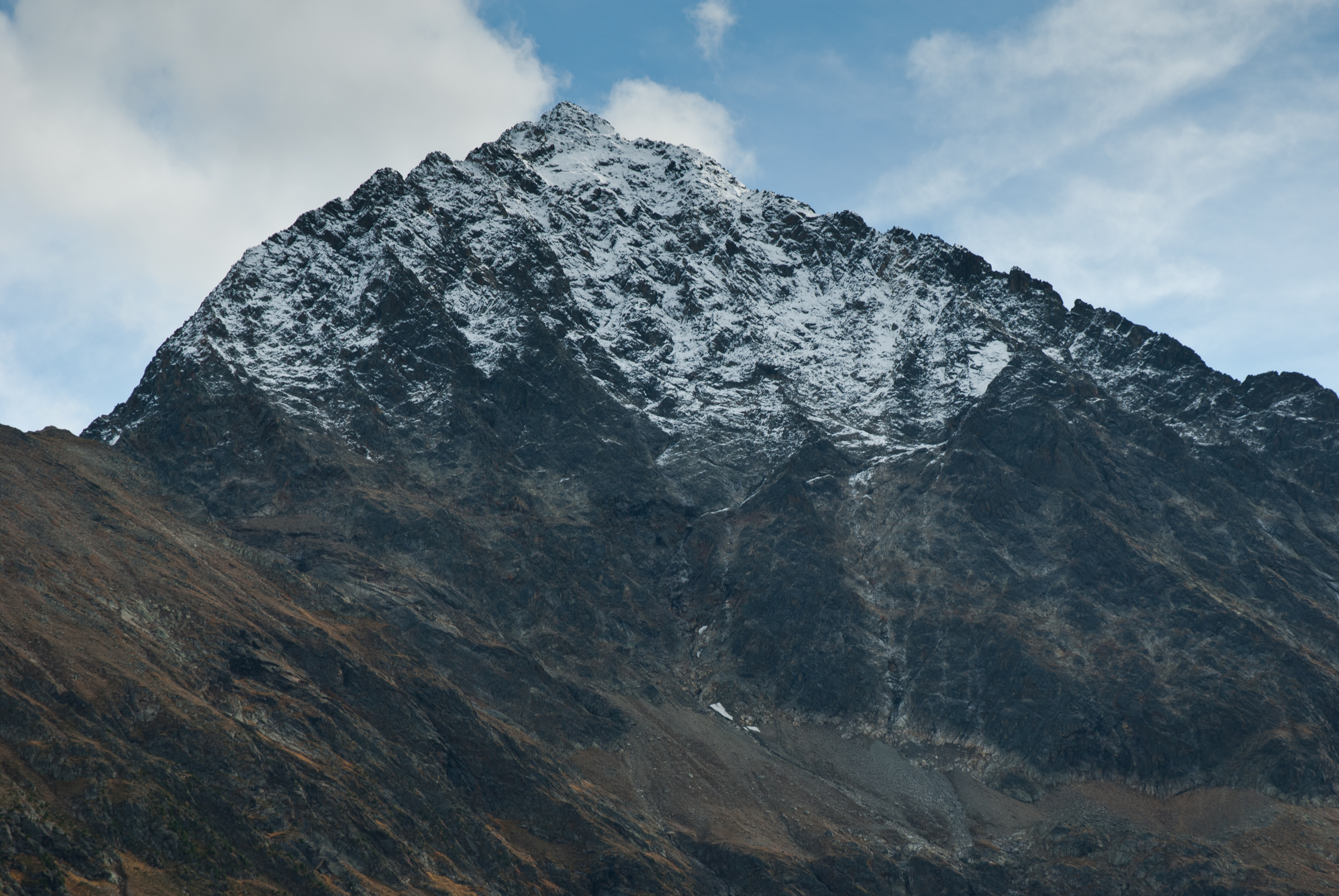
Zwölferkogel